# ميشال تيلو

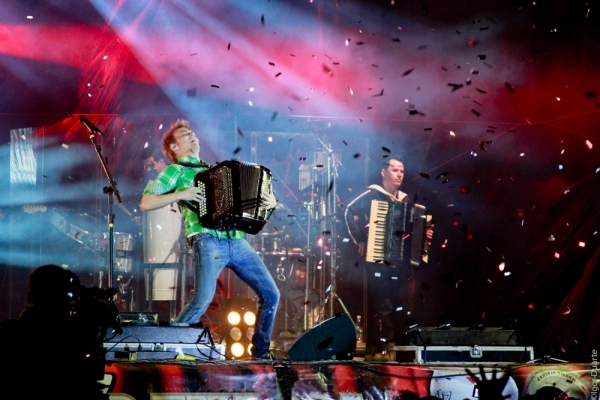
ميشال تيلو في حفلة موسيقية

ميشال تيلو (بالأحرف اللاتينية Michel Teló) مغني برازيلي شهير في موسيقى الـ سرتانيجو الشعبية. ولد 21 يناير/كانون الثاني 1981 في بارانا، البرازيل واشتهر عالميا بأغنية !آي سو تي بيغو التي أصبحت على رأس قائمة أكثر الإسطوانات المباعة في دول عدة.

## مسيرته الفنية
بدأت مسيرة تيلو الفنية في عام 1987 عندما كان في السادسة من عمره قدم أول أداء منفرد له في مدرسته حيث غنى مقطوعة لروبرتو كارلوس و إيراسمو كارلوس. في السن العاشرة ازدهرت موهبته الموسيقية عندما أهداه والده أكورديونًا. في سن الثانية عشرة بتشجيع من الجيران وأصدقاء المدرسة وإخوانه قام بتشكيل فرقة شابة لعزف الموسيقى التقليدية والتي كانت تسمى «جوري» وعملت على تقوية ذوق تيلو في الموسيقى بطريقة مهنية منظمة. كان المغني والملحن الرئيسي للفرقة إلى جانب حبه للهارمونيكا تلقى تيلو أيضًا دروسًا في العزف على البيانو لمدة خمس سنوات. كان أيضًا راقصًا وعزف على الأكورديون والهارمونيكا والجيتار.[بحاجة لمصدر]

## جوائز وترشيحات
في بداية مسيرته الفردية أصدر ألبومه الأول بعنوان بالادا سيرتانيجا والذي لم يحقق نجاحًا تجاريًا كبيرًا لكنه لا يزال مرشحًا في فئة «الوحي الموسيقي للعام». ومع ذلك فإن ألبومه الحي ميشيل تيلو - آو فيفو حقق نجاحًا هائلاً وقدم له ترشيحًا لجائزة جرامي اللاتينية «أفضل ألبوم سيرتانيجو». في عام 2012 فاز بجائزة «أفضل تورمينتون» في حفل توزيع جوائز TRL لعام 2012. في عام 2015 تم ترشيح مجموعته بيم سيرتانيجو لجوائز الغرامي اللاتينية السادسة عشر في فئة أفضل ألبوم موسيقى.

## الألبومات
- 2009: Balada Sertaneja
- 2010: Michel Teló - Ao Vivo
- 2011: Na Balada

## السينغلز
- 2011: !آي سو تي بيغو

## روابط خارجية
- ميشال تيلو على موقع IMDb (الإنجليزية)
- ميشال تيلو على موقع ميوزك برينز (الإنجليزية)
- ميشال تيلو على موقع إن إن دي بي (الإنجليزية)
- ميشال تيلو على موقع أول ميوزيك (الإنجليزية)
- ميشال تيلو على موقع ديسكوغز (الإنجليزية)
- ميشال تيلو على موقع قاعدة بيانات الفيلم (الإنجليزية)